# NGC 1212
NGC 1212 (другие обозначения — IC 1883, UGC 2560, PGC 11815) — галактика в созвездии Персей.
Этот объект входит в число перечисленных в оригинальной редакции «Нового общего каталога».
NGC 1212 на некоторых сайтах отождествляется с галактикой PGC 11761, но она слишком слаба, чтобы Свифт мог её увидеть на фоне света Алголя, рядом с которой находится эта галактика. NGC 1212 принято считать галактикой, которая находится в 8' от изменившихся из-за прецессии координат, указанных в Новом общем каталоге.